# ستيفان ميهايلوفيتش
ستيفان ميهايلوفيتش (بالصربية: Стефан Михајловић)‏ هو لاعب كرة قدم صربي في مركز الهجوم، ولد في 24 يونيو 1994 في بلغراد في صربيا. لعب مع النجم الأحمر بلغراد وراد بيوغراد.

## وصلات خارجية
- ستيفان ميهايلوفيتش على موقع قاعدة بيانات كرة القدم.إي يو (الإنجليزية)
- ستيفان ميهايلوفيتش على موقع Soccerbase.com (لاعب) (الإنجليزية)
- ستيفان ميهايلوفيتش على موقع Soccerway.com (الإنجليزية)